# Abbaye de La Lucerne
Pour les articles homonymes, voir Abbaye Sainte-Trinité.
L'abbaye Sainte-Trinité de La Lucerne est un ancien monastère de l'ordre des Prémontrés qui se dresse sur le territoire de la commune française de La Lucerne-d'Outremer, dans le département de la Manche, en région Normandie.
Cet ensemble roman, d'esprit cistercien par sa sobriété et sa rigueur, fondée en 1143, est partiellement protégé aux monuments historiques.

## Localisation
L'abbaye est blottie au creux de la vallée du Thar à la limite du Cotentin et de l'Avranchin, au lieu-dit anciennement appelé « Courbefosse » à La Lucerne-d'Outremer, à quatre lieues au nord d'Avranches (16 km), dans le département français de la Manche.

## Historique

### Fondation

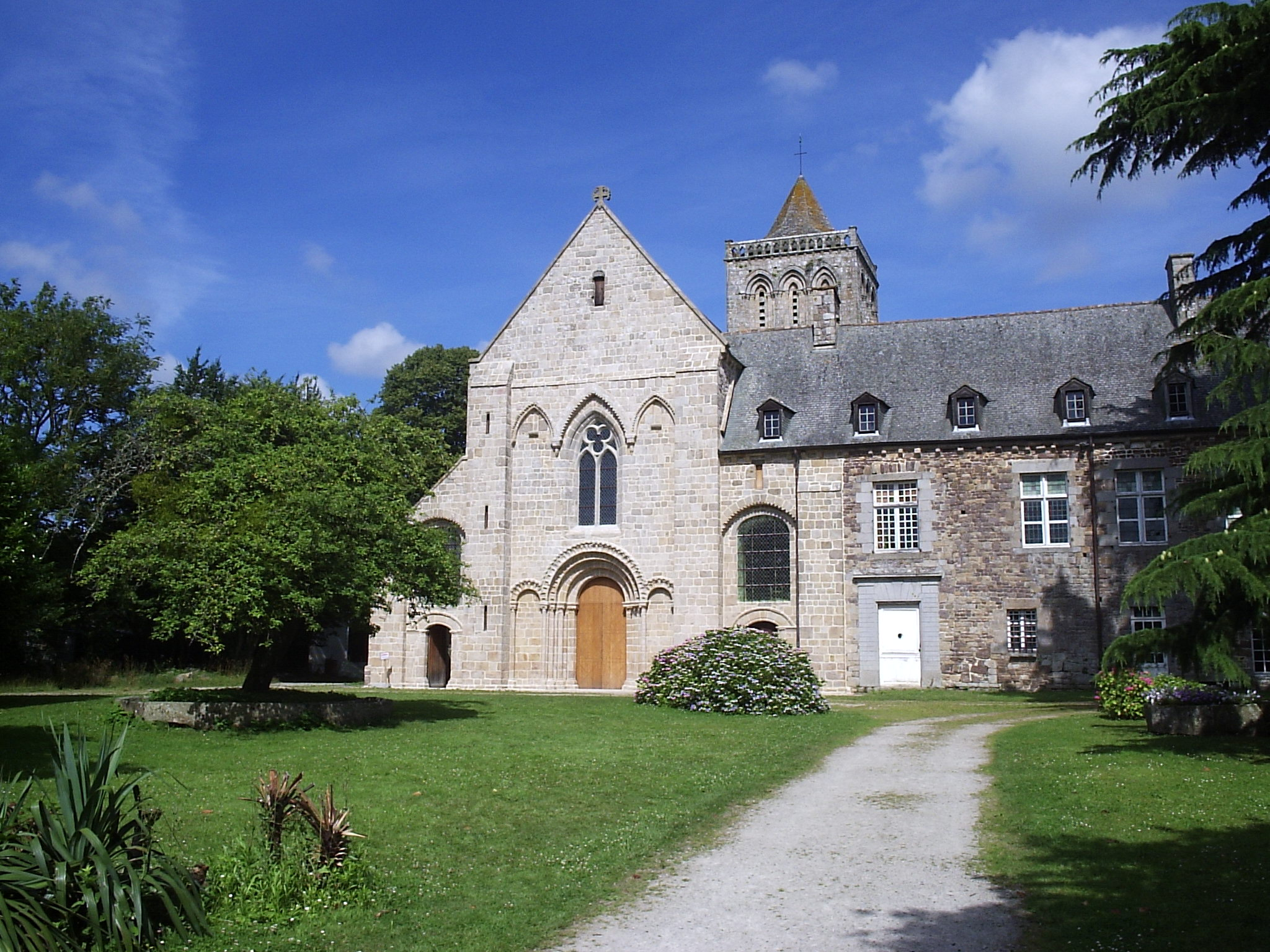
L'abbaye de la Lucerne.

#### Première fondation
L'abbaye a été fondée en 1143 par Hasculphe de Subligny (1092-1169), seigneur d'Avranches, et par son frère Richard († 1153), évêque d'Avranches qui consacra l'église de l'abbaye. Le premier lieu choisi, qui se trouvait sur les terres d'Hasculphe, était nommé « Courbefosse » (à la Lucerne-d'Outremer), dans la vallée du Thar. C'est un endroit aujourd'hui marécageux et entouré d'une forêt. Cette petite abbaye, dont la charge fut confiée au prieur Tancrède, fut dédiée à la Sainte Trinité. Tancrède était à la tête d'une communauté de quelques chanoines prémontrés, dont Étienne, venus de l'abbaye de Dommartin, au diocèse d'Amiens. La dédicace en fut faite par l'évêque Richard. Tancrède y mourut peu après dès juin 1144.
Peu de temps après, le site primitif étant par trop « solitaire et humide » disent les textes (Gallia), le frère Tescelin, premier abbé de Courbefosse, fit déplacer sa communauté plus en aval, toujours le long du Thar, vers 1145, sur un terrain donné par Guillaume de Saint-Jean, seigneur de Saint-Jean-le-Thomas, et donna également de grands biens sur Montchaton et Tourville-sur-Sienne. Cela laisse supposer que le premier établissement n'était qu'une construction de peu de moyens, probablement en bois, ce qui pouvait permettre de l'abandonner. Tescelin y mourut à son tour en février 1157. C'est à cette époque que les chanoines de la Lucerne fondèrent en 1144 l'abbaye d'Ardenne, près de Caen.
Guillaume de Saint-Jean donna à l'abbaye à cette même époque son église de Saint-Jean-le-Thomas, et les revenus y attachés. En effet au début du XIIe siècle, le seigneur de Saint-Jean-le-Thomas, Thomas de Saint-Jean avait fait construire un château fort. Cela provoqua à l'époque des démêlés avec l'abbé du Mont-Saint-Michel ; finalement un accord sera trouvé en 1123. En 1162, dans une nouvelle charte de fondation, Guillaume de Saint-Jean, Olive de Penthièvre sa femme, fille du comte Étienne Ier de Penthièvre, comte de Suffolk et seigneur de Richmond en Angleterre, et veuve d'Henri baron de Fougères, et Robert son frère, concédèrent à l'abbaye de La Lucerne le terrain où le monastère fut définitivement bâti. Ils confirmèrent les donations faites antérieurement par Hasculph de Subligny, et y ajoutèrent la donation de l’église de Saint-Jean-le-Thomas, avec différents autres revenus dans les diocèses d’Avranches, de Coutances et même en Angleterre.

#### Seconde fondation au lieu-dit la Luzerne
Une seconde fois, en 1162, la fondation fut déplacée, revenant vers l'amont au lieu-dit « la Luzerne » (Lucerna), qui a donné son nom à la nouvelle abbaye et par la suite à la paroisse de la Lucerne, mais de nouveau sur le fief appartenant à Hasculphe de Subligny, premier fondateur. Le couvent était alors dirigé par l'abbé Angot.
L'actuelle église abbatiale fut commencée avant 1171 (première campagne de construction et date à laquelle on y enterre l'évêque d'Avranches, le bienheureux Achard de Saint-Victor) et fut dédiée en 1178 par l'évêque Richard, successeur d'Achard.
Dans les décennies suivantes, l'abbaye reçut de grands biens et privilèges des rois de France et d'Angleterre, des archevêques de Rouen, évêques de Coutances ou d'Avranches, et des seigneurs voisins de Sartilly, de Verdun (à Saint-Martin-des-Champs et à Boucey), de Mortagne, de Lézeaux (à Kairon) et de Champeaux. Après presque un demi-siècle d'abbatiat, l'abbé Angot démissionna puis mourut en 1206 et fut inhumé dans la nef de l'abbatiale, où l'on peut voir sa dalle funéraire retrouvée dans des fouilles en 1984 (nef latéral nord).

### Période conventuelle médiévale
Si le XIIIe siècle est, comme pour tous les édifices religieux, un âge d'or en tous points de vue, c'est un temps de paix qui bénéficie également à la Lucerne pour son développement. À cette époque, les chanoines remplacent les baies du chevet par une grande fenêtre axiale, à plusieurs meneaux et à remplage de style gothique. Les chapelles du transept sont probablement agrandies à la fin du siècle, car dès le début du XIVe siècle, on y dépose les gisants des seigneurs de Beauchamp, bienfaiteurs de l'abbaye (vers 1300). Le clocher est également couronné d'une balustrade. Le logis abbatial est construit vers 1300 par l'abbé Robert Jean.
Au XIVe siècle, c'est la façade de l'abbatiale qui est modifiée à son tour, avec une fenêtre également à remplage gothique, et qui a été restituée (2003).
La guerre de Cent Ans endommage plusieurs bâtiments. Jean du Rocher, abbé de 1396 à 1407, s'emploiera à relever l'église abbatiale (la façade et le clocher), Philippe Badin (1407-1452) remet en état les bâtiments monastiques.
La seconde moitié du XVe siècle consiste à panser les plaies, comme dans beaucoup d'édifices monastiques. La nef de l'église, ruinée, est voûtée en bois, faute de pouvoir le faire en pierre. L'abbé Richard Ier de Laval, abbé de 1463 à 1490, fait remplacer l'ancien cloître de bois par un cloître en pierre (lui-même remplacé vers 1700) , et reconstruit en partie la porterie.
Dans la ferme, le colombier est également une construction de l'époque médiévale, remaniée par la suite.

### Période conventuelle moderne
L'abbé François Caignon, élu en 1507, est le premier à établir un logement à part pour l'abbé, un logis abbatial qui sera très éprouvé par les guerres de Religion, qui, comme partout en Normandie, laissent des bâtiments dévastés.
Comme toutes les autres abbayes françaises, l'abbaye de la Lucerne tomba en commende au cours du XVIe siècle. Heureusement pour la Lucerne, l'abbé Jean de La Beslière fut nommé par Henri IV en 1596. Il mena une vie régulière, c'est-à-dire que contrairement à la plupart des abbés de son époque, il vivait dans son abbaye, et suivait la règle de saint Norbert ; c'est lui qui fit restaurer les voûtes de l'abbatiale, ruinées deux siècles plus tôt, installer un maître-autel dans l'abbatiale et restaurer les bâtiments conventuels. Il mourut en 1630. ces restaurations des bâtiments conventuels sont pour la plupart encore visibles. Les volumes médiévaux ont toutefois été modifiés, mais certains murs anciens conservés.
Son neveu François de La Beslière fut abbé de 1631 à 1656 continua les restaurations, principalement dans l'église abbatiale. En 1659, est instaurée la réforme de l'abbaye.
Le régime de la commende fut réinstauré à partir de 1672, mais une nouvelle fois, la Lucerne put y échapper, ce qui est notable pour cette époque, le couvent des chanoines ayant réussi à racheter le droit de nomination au trésor royal, exsangue du fait des nombreuses guerres de Louis XIV. La communauté élit l'abbé Jean Éthéart en 1700.
Jean Éthéart (1700-1712) et son successeur Hyacinthe des Noires-Terres font œuvre de reconstruction en utilisant un nouveau type de granite, le granite bleu de Carolles. Le cloître est sans doute reconstruit sous l'abbé Éthéart, avant 1712. Le reste par l'abbé des Noires-Terres, notamment le grand bâtiment reliant le réfectoire au bras sud du transept (aujourd'hui démoli), à l'emplacement de l'ancien dortoir médiéval et de la salle capitulaire.
Leur successeur Jean-Baptiste Pellevé, de 1727 à 1747, entreprit la reconstruction du logis abbatial et du parc qui l'entoure, vers 1740. Le logis comprend un corps central et deux bâtiments annexes, un parterre entouré d'eau aménagé à cette époque. Les abords de l'abbaye et le parc ont été alors réaménagés. Une grille armoriée a été élevée à l'est du parc conventuel, donnant sur la forêt. Quand survint la Révolution, l'abbaye n'abrite plus que cinq religieux.

### Révolution française
À partir de la Révolution française, le couvent est fermé en 1790 et les chanoines renvoyés dans leur famille. L'abbaye est alors vendue comme bien national au seigneur voisin, Léonor Claude de Carbonnel de Canisy (1732-1811), chevalier, « comte » de Canisy, seigneur de la Lucerne, maréchal des camps et armées du Roi, et sa femme Henriette de Vassy (1744-1822). Cette dernière, sœur du dernier marquis de Brécey, hérite en 1795 de la terre et du château de Brécey et en 1799, le couple est obligé de vendre l'abbaye, qui se situe non loin de leur château de la Lucerne, mais conserve toutefois la forêt et quelques fermes. L'abbaye est alors vendue à Louis Gallien (1759-1825), négociant-armateur à Granville.
Louis Gallien transforme l'abbaye en filature de coton, puis, après sa faillite, elle devient carrière de pierre. L'aqueduc situé dans le parc de l'abbaye date de l'époque de la filature et servait à alimenter une imposante roue servant de moteur à toutes les machines à filer la laine.

### Période contemporaine
En 1837, la voûte de la nef s'effondre. Après Gallien, l'abbaye est transmise à Victor Bunel (1804-1869), receveur des finances, qui avait épousé en 1833 Marie-Amélie Gallien (1815-1875), héritière de l'abbaye de La Lucerne. Bunel possédait des carrières à Montmartin-sur-Mer. En 1834, il fait installer une marbrerie qui fonctionna jusqu'en 1870. Leur fille Nelly (1848-1887) épousa Paul Dubufe (1842-1898), peintre, et frère d'Édouard Louis Dubufe, peintre de cour, tous deux fils de Claude-Marie Dubufe. Parmi leurs enfants, Gabrielle Dubufe épouse en 1890 Émile Decauville (1856-1926), créateur avec son frère Paul de petits trains à voie étroite, dits Decauville. En 1959, peu après le décès de Mme Decauville, l'abbé Marcel Lelégard (1925-1994) fait l'acquisition des bâtiments conventuels, avec en prime les ruines de l'abbaye.

### Restaurations et reconstruction
Depuis 1959, sous l'égide de l'abbé, l'abbaye bénéficie d'une sauvegarde exemplaire avec la restauration de l'église abbatiale avec sa voûte sur croisées d'ogives et sa façade occidentale, du réfectoire et des celliers. Un des objectifs de la Fondation Abbaye de La Lucerne-d'Outremer est de réintégrer une communauté de religieux à La Lucerne. L'abbaye est toujours en rénovation. Les principales étapes de cette rénovation sont :
- en 1964, le début de la restauration du chœur ;
- en 1971, la restauration du clocher ;
- en 1975, la restauration du premier pilier à partir de la tour ;
- en 1981, l'inauguration du grand orgue ;
- en 1988, début de la reconstruction de la nef de l'église ;
- en 1993, la toiture de l'église est achevée ;
- 1995-2002, restitution de la voûte sur croisées d'ogives de la nef abbatiale ;
- 2006-2012, restauration du colombier ;
- en 2010, réfection du clocher et de sa toiture ;
- 2013-2018, restauration de la maison des cygnes (maçonneries,charpente et couverture en chaume).

L'abbé Lelégard a vite su dynamiser les lieux, tant pour leur restauration et leur connaissance historique et archéologique, que pour leur rayonnement spirituel et ecclésial. Ses hôtes l'aidaient dans ses tâches intellectuelles, le Dr Jean Fournée, spécialiste des saints normands, et le révérend père Louis Bouyer, oratorien et théologien. Ce dernier y tenait notamment des sessions de formation théologique.
Le 8 septembre 2022, l'évêque de Coutances Laurent Le Boulc'h installe le père Guillaume Antoine recteur et le père Henri Vallançon vice-recteur du Centre spirituel et culturel de l'abbaye de la Lucerne.

## Description

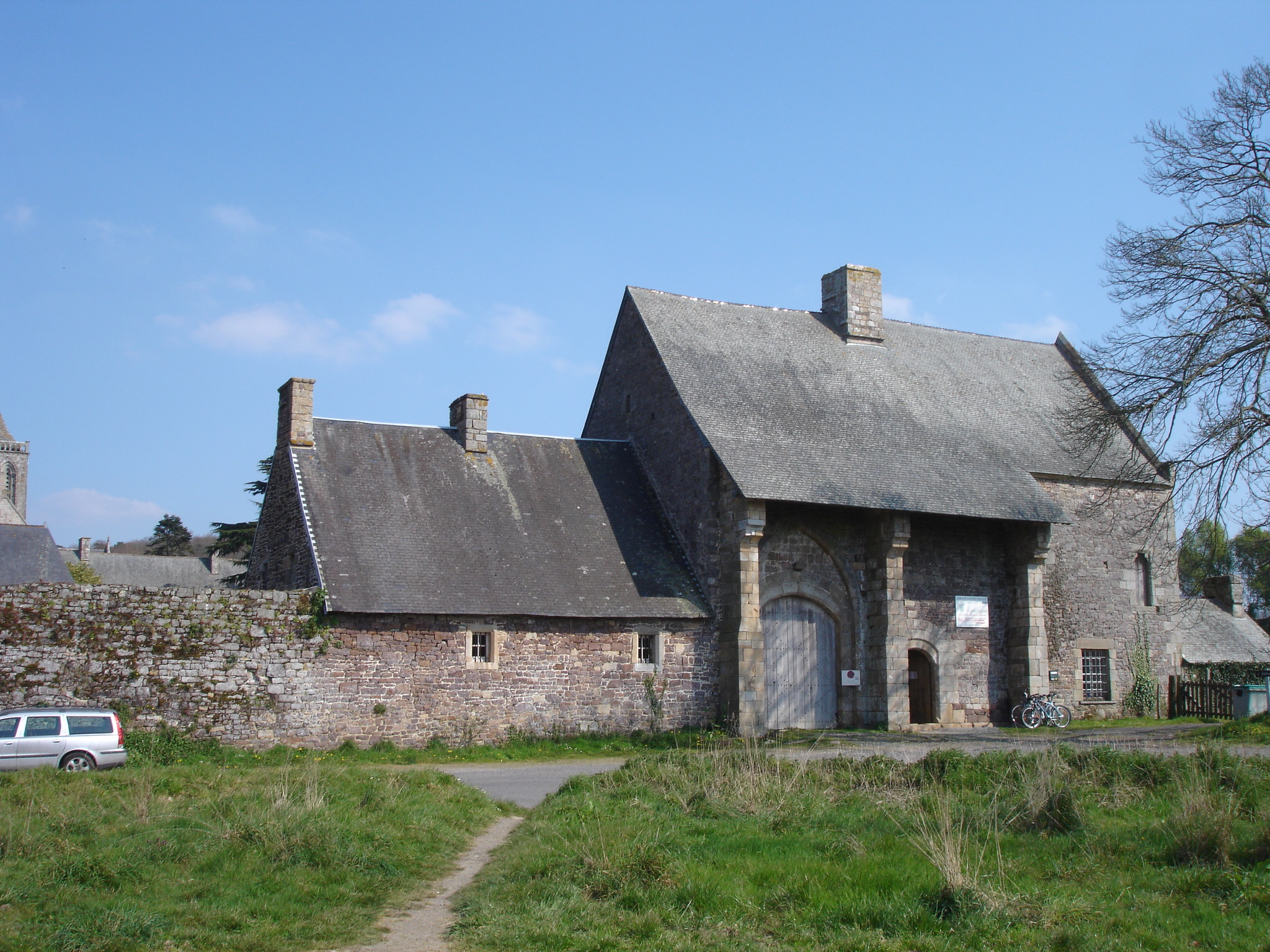
La porterie de l'abbaye.

L'abbaye reprend l'organisation classique cistercienne : plan en croix latine, chevet plat, transept saillant comportant deux chapelles orientées par croisillon, nef à collatéraux étroits.
L'ensemble canonial est composé, outre l'église abbatiale, d'un ensemble de bâtiments dont certains remontent à la période médiévale. La porterie médiévale avec sa boulangerie et ses salles de justice, le colombier, les bâtiments conventuels et agricoles. Le parc est également traversé par un ancien aqueduc du XIXe siècle ; non loin, le logis abbatial du XVIIIe siècle se mire dans son plan d'eau, ancienne retenue du moulin de l'abbaye.

### L'église abbatiale
L'église abbatiale, de style architectural dit de transition, a été commencée en 1164 et terminée en 1178 pour l'essentiel, et a subi des remaniements consécutifs à des destructions. Elle a été notablement reconstruite entre 1988 et 2004.
La façade d'inspiration normande est sobre et dénuée de tours, disposition usuelle de l'art prémontré, issu de l'art cistercien. Le premier niveau présente encore des fenêtres en plein cintre, mais le second a déjà des arcs brisés. La grande baie centrale révèle un décor caractéristique du style gothique rayonnant, à la suite de sa reconstruction au XIVe siècle. Le sommet du pignon est couronné d'une croix antéfixe ancrée. Le portail occidental à arcatures latérales aveugles (fin XIIe siècle), d'inspiration romane, a ses deux archivoltes supérieures ornées de têtes ébauchées.
La tour-lanterne, restaurée vers 1400, est massive et caractéristique de l'architecture normande de l'époque gothique. Sur chaque face de cette tour quadrangulaire s'ouvrent trois longues fenêtres à lancette en tiers-point. Elles sont typiques du début du XIIIe siècle.
La nef a sept travées composées de grandes arcades en tiers-point et une fenêtre haute en plein cintre. Les piliers sont massifs et carrés. Les parties supérieures écroulées au XIXe siècle, ont été restituées récemment. L'ensemble qui présente des caractères gothiques a retrouvé sa voûte sur croisée d'ogives et arcs-doubleaux, bien que les nervures des voûtes soient encore épaisses : deux tores encadrant un listel triangulaire.
L'orgue baroque a été entièrement rénové, il provient de la cathédrale de Chambéry.

### Le cloître

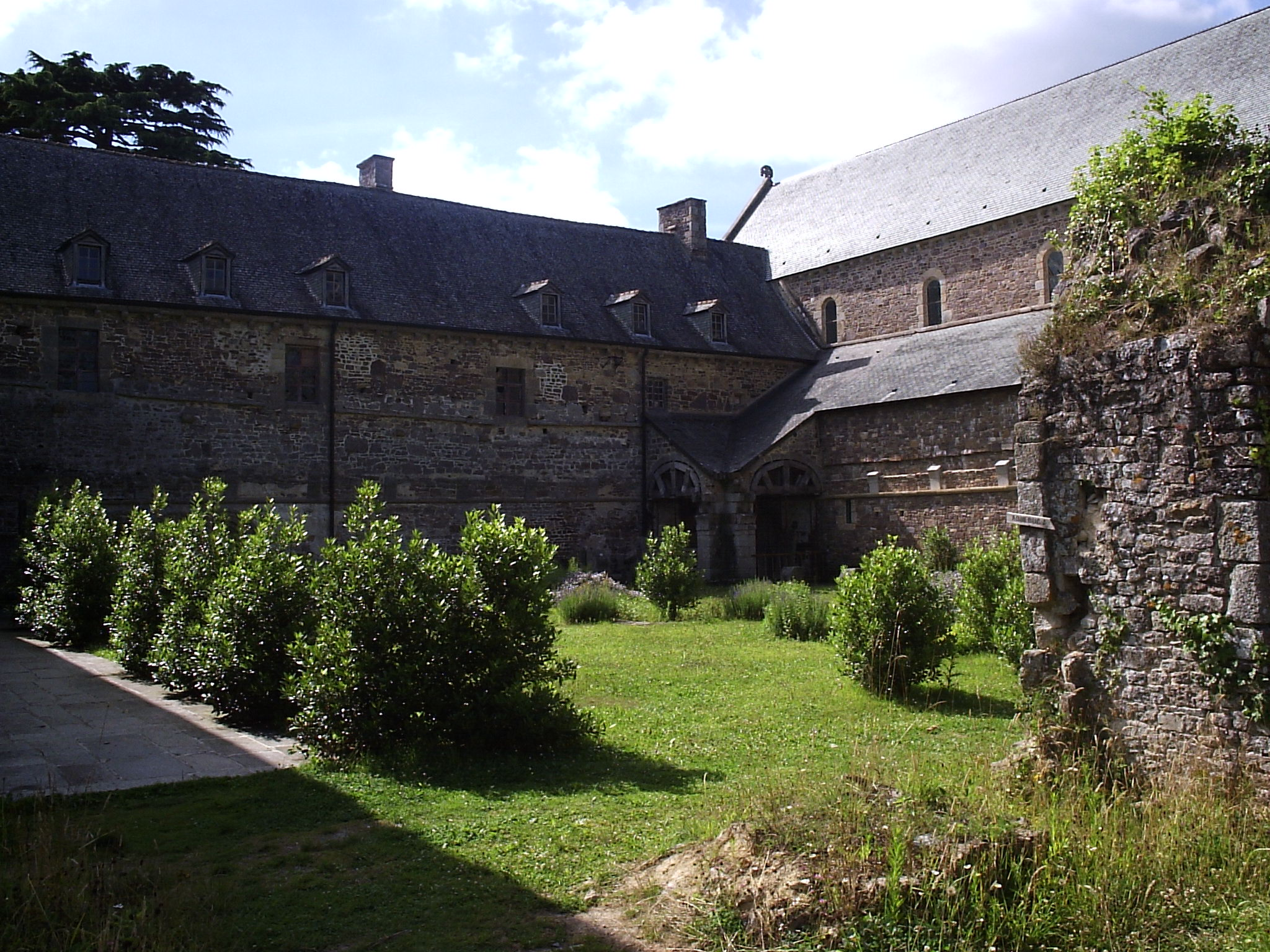
L'emplacement du cloître.

L'ensemble, comme ailleurs, s'articulait autour du cloître, il n'en subsiste que peu de chose comme dans un grand nombre d'abbayes normandes.
Au nord-ouest, des arcades en anse de panier reposent sur des piliers rectangulaires. À l'ouest se trouvait un lavatorium, dont il ne subsiste que quatre arcs romans décorées de billettes reposant sur des piédroits et des consoles. Les éléments de lavatorium seraient les plus anciens du genre en Normandie. La galerie ouest du cloître était adossée au bâtiment conventuel (XVIIe et XVIIIe siècles) encore existant, lui-même toujours accolé à l'église abbatiale. À l'est, seule une porte romane à double arcade est visible, elle donnait accès à la salle du chapitre (détruite). L'aile nord permet d'entrer dans le cellier du XIIe siècle qui présente d'imposants chapiteaux sur des piles cylindriques, surmonté par un réfectoire d'allure classique récemment restitué.

### Le logis abbatial
Situé à l'écart, au nord-est de l'ensemble, le logis abbatial présente une ordonnance typique du classicisme, et a été bâti vers 1740 à l'emplacement de l'ancien logis de l'abbé François Caignon. Il a reçu quelques ajouts du XIXe siècle.

### Les jardins et le colombier
Le colombier date du début du XIIIe siècle et c'est peut-être le plus ancien de Normandie.
Les jardins sont de trois types :
- les jardins médiévaux ;
- le parc dans l'esprit romantique ;
- les jardins de transition plus modernes.

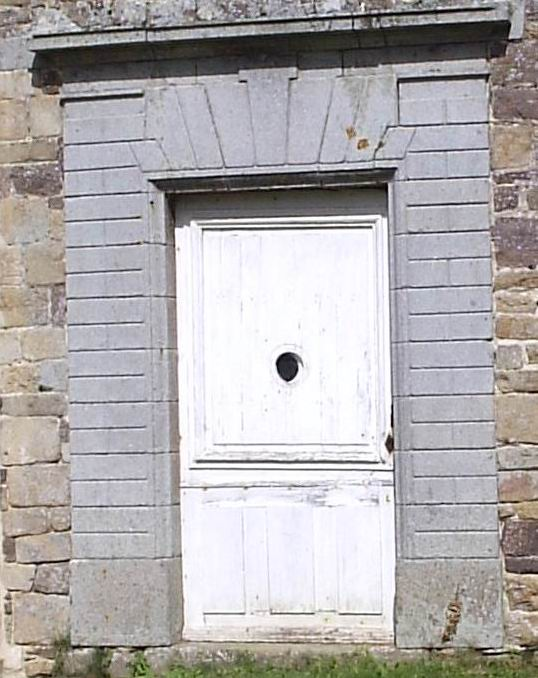
Porte en granite bleu de l'abbaye.
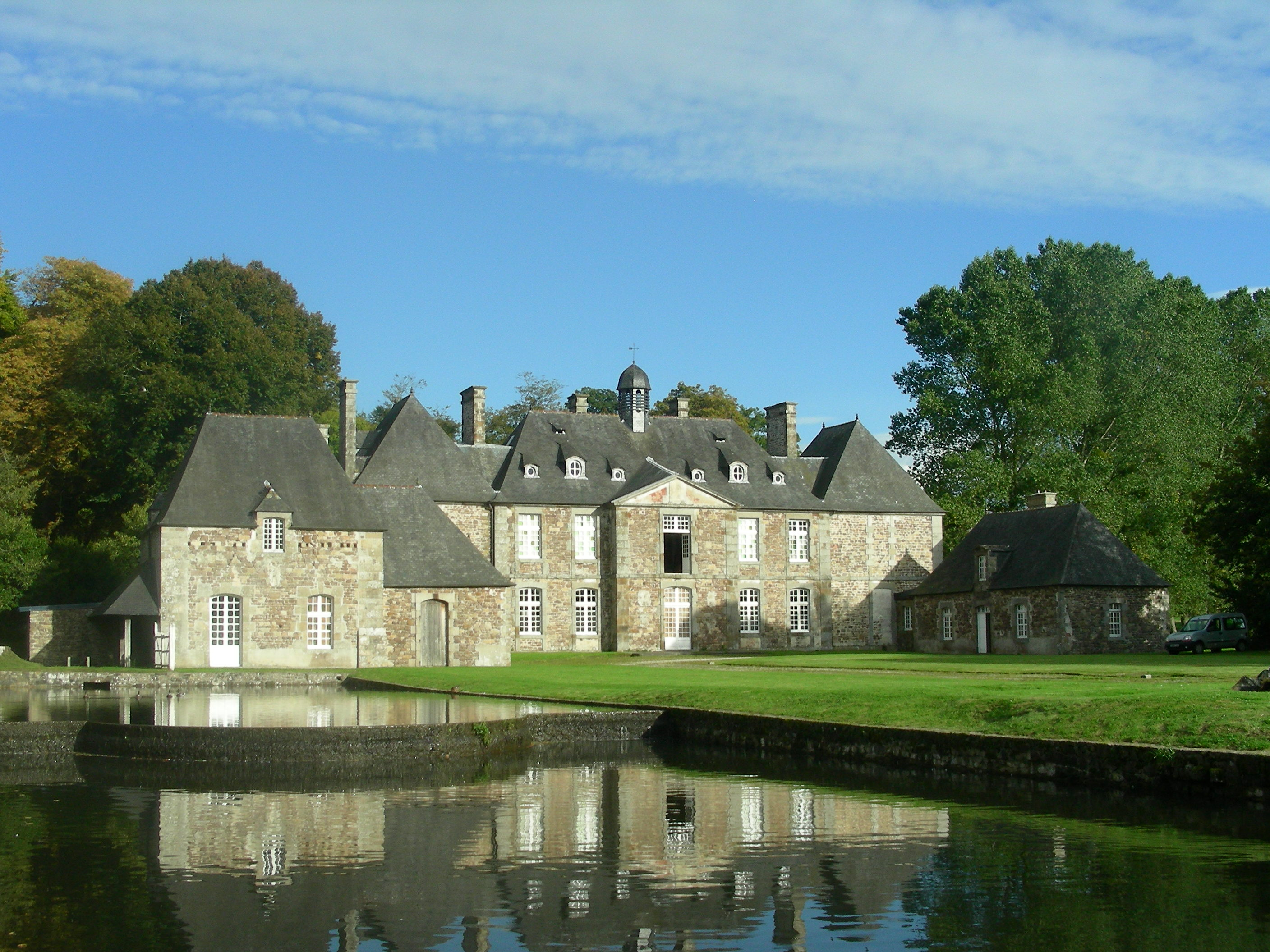
Le logis abbatial.
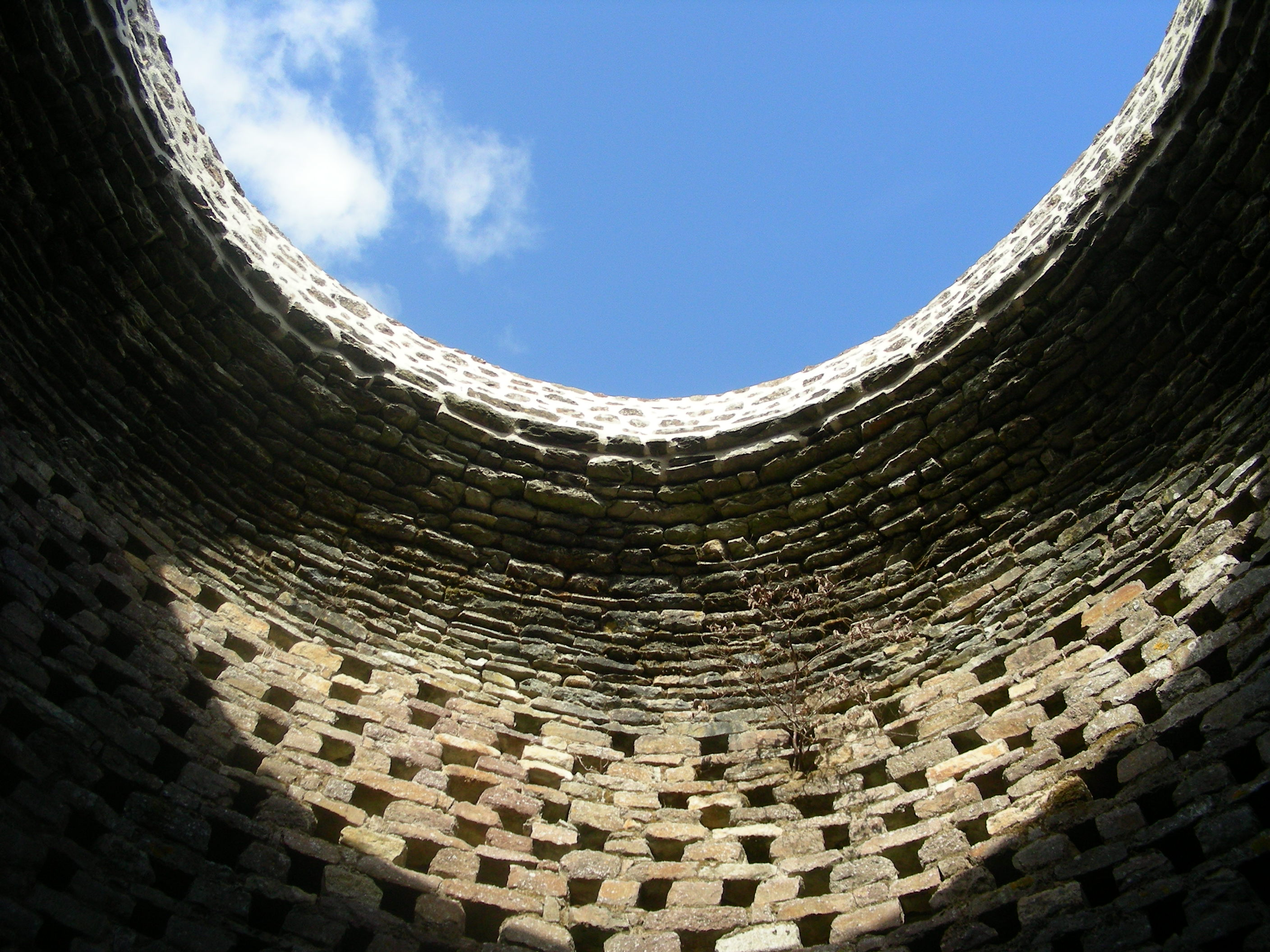
L'intérieur du colombier.

## Protection
Au titre des monuments historiques :
- les vestiges comprenant l'église (le chœur, les ailes nord et sud du transept, la croisée avec la tour-lanterne, le reste de la nef et bas-côté sud, la façade ouest) ; les restes du cloître dénommés les Voûtes (jusqu'à leur jonction avec l'aile sud du transept) et les arcatures du lavatorium avec les deux piles qui le délimitent et la jonction du cloître avec le bas-côté sud de l'église ; la porte et fenêtre du mur nord du prieuré ; l'aumônerie du XVe siècle (entrée de l'ancienne abbaye) ; l'entrée du XVIIIe siècle avec ses piliers, sa grille, le perron décoré d'une niche et les deux escaliers à la suite ainsi que l'aqueduc sont classés par arrêté du 28 février 1928 ;
- le sol sur lequel l'église abbatiale a été construite avec les substructions qu'il renferme ; les bâtiments sud du cloître (parties subsistantes des celliers, du réfectoire et des anciennes cuisines) ; les bâtiments ouest du cloître, le sol du cloître avec les substructions qu'il renferme (galeries et aire, y compris le sol sur lequel des bâtiments étaient construits à l'est et au sud) ; les ruines du colombier ; les deux gisants du XIIe siècle déposés dans le chœur de l'église abbatiale sont classés par arrêté du 30 septembre 1959 ;
- les façades et toitures du corps du bâtiment central, des bâtiments des communs et de la buanderie ; le miroir d'eau ; les lambris de la salle à manger et du salon, la cheminée de la chambre de l'abbé, les boiseries et mangeoires de l'écurie (du logis abbatial) sont classés par arrêté du 29 février 1964 ;
- les façades et toitures des deux granges à dîmes du XVIIe siècle, du bâtiment de ferme proprement dit (comprenant anciennement maison d'habitation, écurie, étable et pressoir) et du moulin ; la maison des cygnes sont inscrits par arrêté du 6 novembre 1986.

## Mobilier
L'abbaye abrite 43 pièces inscrites au titre objet aux monuments historiques dont les gisants (XIIe siècle) des Subligny et du bienheureux Achard,.

## Armes de l'abbaye
Les armoiries de l'abbaye sont : d'argent au chef de gueules chargé de deux molettes d'argent. Ce serait le blason des anciens seigneurs de Saint-Jean-le-Thomas : cette observation se fonde sur la proximité des armoiries de la famille anglaise des Saint-John (d'argent au chef de gueules chargé de deux molettes d'or), qu'on fait descendre des Saint-Jean normands.
Ce blason aux molettes figure au moins en deux endroits l'abbaye : sur la grille en fer qui donne accès à la forêt de la Lucerne, et sur des armoiries sculptées en granit datant du XVIIIe siècle.
D'autres armoiries sont connues : d'azur, à une Notre-Dame d'argent, mais elles n'ont sans doute jamais servi. Elles ont été attribuées à l'abbaye par d'Hozier en 1696 dans son Armorial général de France.

### Sources et bibliographie
- Dom Jean-Martial Besse, Abbayes et prieurés de l'ancienne France tome=7, Province ecclésiastique de Rouen, Paris, A. Picard et fils éditeurs, 1914 (lire en ligne), p. 108.
- M. de Gerville, « Recherches sur les abbayes de la Manche - Abbaye de La Lucerne », Mémoire de la Société des antiquaires de Normandie, Caen, Mancel, t. 2,‎ 1825, p. 108-118 (lire en ligne).
- Marcel Lelégard, « Abbaye de La Lucerne. L'église abbatiale », dans Congrès archéologique de France. 124e session. Cotentin et Avranchin. 1966, Paris, Société française d'archéologie, 1966 (lire en ligne), p. 460-484.
- Thierry Leprévost, « Pierres et jardins : La lucerne d'Outremer », Patrimoine normand, no 53,‎ février-mars-avril 2005, p. 14-21.
- Louis Régnier, « Notes sur l'abbaye de la Lucerne et sur l'architecture de l'Ordre de Prémontré », Annuaire des cinq départements de la Normandie, Association normande, t. 78,‎ 1911, p. 262-290 (lire en ligne).